# Earthquake (Jisoo)
Earthquake è un singolo della cantante e attrice sudcoreana Jisoo, pubblicato il 14 febbraio 2025 come primo estratto del primo EP Amortage.

## Promozione
Il 16 febbraio 2025, Jisoo ha eseguito Earthquake dal vivo per la prima volta nel programma musicale sudcoreano Inkigayo.

## Accoglienza
Crystal Bell, scrivendo per NME, ha descritto Earthquake come un'evoluzione del precedente singolo Flower, con una produzione «più piena e dinamica» in grado di far esaltare la voce della cantante.

## Video musicale
Il video, diretto da Christian Breslauer, è stato reso disponibile in concomitanza con l'uscita del pezzo attraverso il canale YouTube della cantante e conta la partecipazione dell'attore Cha Seung-won.

## Formazione
- Jisoo – voce
- Blissoo – produzione
- The Wavys – produzione, programmazione
- Jack Brady – registrazione
- Sarah Troy – cori di sottofondo
- Manny Marroquin – missaggio
- Zach Pereyra – assistenza al missaggio
- Anthony Vilchis – assistenza al missaggio
- Trey Station – assistenza al missaggio
- Chris Gehringer – mastering

## Classifiche
| Classifica (2025) | Posizione massima |
| ----------------- | ----------------- |
| Corea del Sud     | 41                |
| Hong Kong         | 3                 |
| Malaysia          | 10                |
| Singapore         | 9                 |
| Taiwan            | 2                 |
| Vietnam           | 3                 |